# James C. Harper

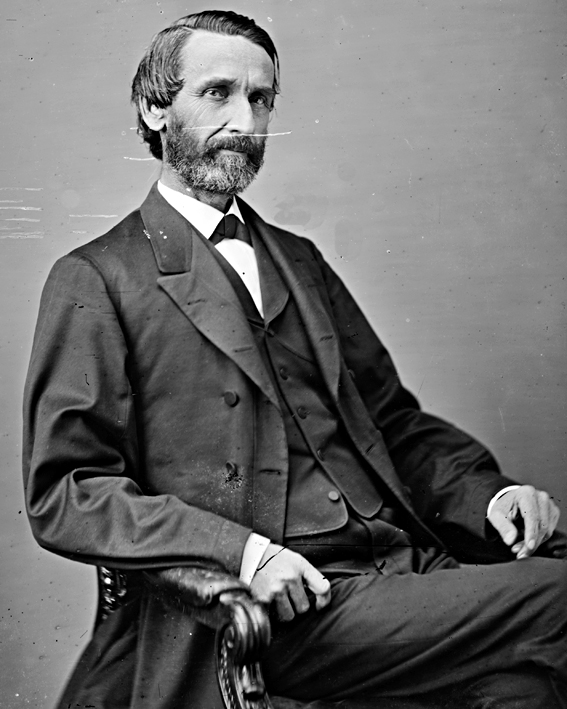
James C. Harper

James Clarence Harper (* 6. Dezember 1819 im Cumberland County, Pennsylvania; † 8. Januar 1890 bei Patterson, North Carolina) war ein US-amerikanischer Politiker. Zwischen 1871 und 1873 vertrat er den Bundesstaat North Carolina im US-Repräsentantenhaus.

## Werdegang
Im Jahr 1831 zog James Harper mit seinem Vater in das Darke County in Ohio, wo er die öffentlichen Schulen besuchte. Neun Jahre später, 1840, kam er nach Lenoir in North Carolina, wo er unter anderem Landvermesser und Ingenieur war.  Außerdem stellte er Baumwoll- und andere Wollstoffe her. In Lenoir bekleidete Harper verschiedene lokale Ämter. Außerdem wurde er Oberst in der Staatsmiliz.
Politisch war Harper Mitglied der Demokratischen Partei. In den Jahren 1865 und 1866 saß er als Abgeordneter im Repräsentantenhaus von North Carolina. Bei den Kongresswahlen des Jahres 1870 wurde er im siebten Wahlbezirk von North Carolina in das US-Repräsentantenhaus in Washington, D.C. gewählt, wo er am 4. März 1871 die Nachfolge von Alexander H. Jones antrat. Da er im Jahr 1872 auf eine weitere Kandidatur verzichtete, konnte er bis zum 3. März 1873 nur eine Legislaturperiode im Kongress absolvieren.
Nach seinem Ausscheiden aus dem US-Repräsentantenhaus arbeitete Harper in der Landwirtschaft und im Straßenbau. Er starb am 8. Januar 1890 nahe Patterson.